# جيمي دارسي
جيمي دارسي (بالإنجليزية: Jimmy D'Arcy)‏ (14 ديسمبر 1921 بنيوري في المملكة المتحدة - 22 فبراير 1985 في المملكة المتحدة) هو لاعب كرة قدم بريطاني (وحمل سابقاً جنسية المملكة المتحدة لبريطانيا العظمى وأيرلندا) في مركز الهجوم. شارك مع منتخب أيرلندا الشمالية لكرة القدم. أما مع النوادي، فقد لعب مع تشارلتون أثلتيك وتشيلسي ونادي برينتفورد ونادي دوندالك ونادي يميريك وووترفورد يونايتد ونادي بيليمينا يونايتد.